# Správní právo
Správní právo je odvětví veřejného práva. Jeho funkcí je regulovat společenské vztahy, které vznikají ve sféře a při výkonu veřejné správy, přičemž pod pojmem veřejná správa bychom měli rozumět správu věcí veřejných ve veřejném zájmu.
Dále upravuje působnost výkonné moci ve státě, činnost státu a veřejnoprávních korporací. Správní právo je samostatné právní odvětví, mj. protože splňuje odvětvová normotvorná kritéria.
Z hlediska právního pozitivizmu je správní právo souborem veřejnoprávních norem, které stanovuje organizaci (členění), činnost (předměty činnosti) veřejné správy, vytváření administrativněprávních vztahů (hierarchii, spc. subsidiaritu a event. součinnost).

## Dělení
Správní právo můžeme dle norem dělit na hmotné, procesní, organizačně-kompetenční a správní právo trestní:
- Správní právo hmotné nese v sobě normy, které upravují jednotlivé společenské situace, na něž lze správní právo aplikovat. Činí to tak, že říká, „co je a co není dovoleno, nebo jinak řečeno co platí a co neplatí“. Jde např. o násl. právní normy – zákon o matrikách, zákon a ochraně průmyslových vzorů, stavební řád apod. Například kdy není kolaudační řízení povoleno nebo, kdy se zápis narození do matriky nepovoluje. Někdy toto bývá mírně nepřesně interpretováno, že správní právo se řídí zásadou „co není, explicitně zákonně daně umožněno, je zakázáno“. Zákon však explicite neukládá zaměstnanci státní správy např. podepisovat formuláře a ani by nebylo dobré, aby žadatel o státní působení musel tuto činnost např. soudně vymáhat. Toto poukazuje na limity tohoto zjednodušeného pojetí zásad správního práva.
- Správní právo procesní reguluje, jak má být právo hmotné aplikováno, tj. samotnou aplikační činnost správních orgánů (procesní postup orgánů). Jinými slovy reguluje způsob, jak se mají správní orgány chovat při prosazování svých zákonem regulovaných zájmů a jaká práva a povinnosti má na druhé straně účastník správního řízení. Stěžejní procesní normou je v tomto případě správní řád. V širším smyslu sem patří i právní úpravy organizace a působnosti správních orgánů.
- Organizačně-správní či organizačně-kompetenční nebo vnitřní správní právo představuje soubor norem upravujících vnitřní vztahy ve veřejné správě. Jedná se např. o soubor služebních předpisů.
- Správní právo trestní, které reguluje právní odpovědnost v režimu trestního práva, tedy především přestupkové právo.

Dále ho můžeme rozdělovat na obecné a zvláštní. V obecné části se stanovují zásady, vymezují pojmy a instituty pro celou oblast správního práva a veřejné správy. Tvoří základ pro všechny další obory správního práva. Zvláštní části pak upravují zásahy státní moci do různých specifických státem regulovaných oblastí (existuje tak např. právo životního prostředí, finanční právo, stavební právo apod.)

## Význam správního práva
Správní právo je v době ustanovování státu klíčové právní odvětví, což souvisí především s tím, že jeho základním posláním je upravovat vztahy při realizaci správy veřejných záležitostí ve společnosti, neboť po jeho ustanovení, aplikaci ujednotí se významy jednotlivých jeho částí a termínů a to nezřídka např. způsobem judikačním.
Tato realizace probíhá ve dvou liniích, a to především vlastní tvorbou norem správního práva, ale častěji aplikací norem správního práva orgánem veřejné správy v tzv. správním řízením, které je upraveno příslušnou právní normou, tak aby byla zachována ústavou zaručená práva občanů, a to především čl. 2 Základní listiny práv a svobod, která společně s Ústavou České republiky č. 1/1993 Sb., tvoří ústavní pořádek České republiky. To znamená, že státní moc lze uplatňovat jen v případech a v mezích stanovených zákonem, a to způsobem, který stanoví zákon, což lze považovat za základní poučku-zásadu českého správního práva, s níž se shoduje s správním právem Spolkové republiky Německa a částečně i se správním právem Rakouska.

## Právní předpisy správního práva
V oblasti správního práva je hlavním a stěžejním právním předpisem zákon č. 500/2004 Sb., správní řád, který se stal účinný 1. ledna 2006 a jeho hlavní funkce v systému práva je upravit postup správních orgánů při aplikaci norem správního práva hmotného. Tato aplikace se především nazývá správní řízení a jeho hlavní funkcí je vydání rozhodnutí, jímž se v určité věci zakládají, mění nebo ruší práva nebo povinnosti jmenovitě určené osoby nebo jímž se v určité věci prohlašuje, že takováto osoba práva a povinnosti má nebo nemá, takto je pojem správního řízení upraven v § 9 správního řádu.
Bylo by samozřejmě mylné konstatovat, že aplikace norem správního práva hmotného probíhá pouze prostřednictvím správního řádu. Prostřednictvím správního řádu probíhá tzv. obecné správní řízení a upravuje se jím postup správních orgánů, který přichází v úvahu při rozhodování jak na všech úsecích státní správy, tak také v oblasti samosprávy. Obecná úprava správního řízení často nebývá aplikovatelná sama o sobě, ale někdy bývá aplikovatelná s výjimkami, stanovenými ve zvláštních právních předpisech. Tyto výjimky jsou obvykle ve formě speciálních procesních ustanovení, které jsou zakotveny v jednotlivých předpisech správního práva. Například stavební zákon, přestupkový zákon, katastrální zákon, zákon o vojácích z povolání. V tomto případě správní řád působí pouze podpůrně.
Nejdůležitější právní předpisy:
- Ústavní zákon č. 1/1993 Sb., Ústava České republiky
- Ústavní zákon č. 347/1997 Sb., o vytvoření vyšších územních samosprávných celků a o změně ústavního zákona České národní rady č. 1/1993 Sb., Ústava České republiky
- Zákon č. 85/1990 Sb., o právu petičním (petiční zákon)
- Zákon č. 250/2016 Sb., odpovědnosti za přestupky a řízení o nich
- Zákon č. 251/2016 Sb., o některých přestupcích
- Zákon č. 255/2012 Sb., o kontrole (kontrolní řád)
- Zákon č. 166/1993 Sb., o Nejvyšším kontrolním úřadu
- Zákon č. 106/1999 Sb., o svobodném přístupu k informacím
- Zákon č. 349/1999 Sb., o Veřejném ochránci práv
- Zákon č. 128/2000 Sb., o obcích (obecní zřízení)
- Zákon č. 129/2000 Sb., o krajích (krajské zřízení)
- Zákon č. 131/2000 Sb., o hlavním městě Praze
- Zákon č. 131/2002 Sb., o řešení kompetenčních sporů
- Zákon č. 150/2002 Sb., soudní řád správní
- Zákon č. 312/2002 Sb., o úřednících územních samosprávných celků a o změně některých zákonů
- Zákon č. 314/2002 Sb., o stanovení obcí s pověřeným obecním úřadem a stanovení obcí s rozšířenou působností
- Zákon č. 22/2004 Sb., o místním referendu a o změně některých zákonů
- Zákon č. 500/2004 Sb., správní řád